# 12世纪南京
|        | 南京历史 |
| 世纪： | 6世纪南京 \| 7世纪南京 \| 8世纪南京 \| 9世纪南京 \| 10世纪南京 \| 11世纪南京 \| 12世纪南京 \| 13世纪南京 \| 14世纪南京 \| 15世纪南京 \| 16世纪南京 \| 17世纪南京 \| 18世纪南京 |

南京于：1101-1127年，为北宋江宁府；1127年-1129年，为南宋江宁府；1129年-1200年，为南宋建康府（1129年-1130年、1161年为金国占领）。

## 大事记

### 1100年代
- 1102年，设武学。

### 1110年代
- 1115年，围丹阳湖为田，筑永丰圩。

### 1120年代
- 1121年，方腊起义，率军达江宁府边境，宋军退守江宁城，修城壁。
- 1127年，发生靖康之变，赵构南迁，于江宁府置帅府，修缮城池宫室，下诏修建景灵宫，有以江宁为都之议，终未决。
- 1129年，五月，赵构自杭州至江宁，改江宁府为建康府，辖上元等五县；以江南东路安抚大使知建康府兼领行宫留守司公事，设建康帅府及总领两淮军马钱粮所等机构；十一月，金兵渡江，建康城陷，通判杨邦乂被俘，不屈，遭剖心而死。

### 1130年代
- 1130年，五月，金兵掳掠焚烧建康城，几为灰烬；岳飞率部与民间义军配合，于建康靖安镇龙湾及牛首山三战三捷，大败金兵，收复建康；韩世忠以舟师扼金兵于建康与润州间黄天荡，金兀术凿渠通江而北逃。
- 1132年，在南唐宫城基础上修建康行宫，增创后殿，筑三省、枢密院、百司及营房等；旋诏缮治建康城壁及行宫，务从简省，“以备巡幸”；沿旧壕及滁河北筑六合新城。
- 1133年，正月初八日，在建康设立总领两淮军马钱粮所；建康府办公机构迁至转运司衙门；秋，赵构下诏停止建康行宫建设，后又开工。
- 1136年，主战派将领主张在建康立都，北伐金国，收复中原；张浚请赵构于秋冬季移跸建康。
- 1137年，正月初一日，赵构下诏移跸建康府；三月初九日，赵构来到建康，驻跸建康行宫；四月，赵构下令在建康建立太庙，改临安太庙为圣祖殿；置御前军器局，建康军器“取之不竭，备有素也”。
- 1138年，正月十一日，赵构下诏回临安；二月初七日，赵构离开建康府，建康知府兼行宫留守；在建康行宫西面另外修建转运司办公机构。

### 1140年代
- 1145年，移建永宁驿于总领所西、闪驾桥南，后又增设金陵驿、东阳驿、柴沟驿。
- 1148年，疏凿六合县东沟水为港。

### 1160年代
- 1160年，张敦颐撰成《六朝事迹编类》。
- 1161年，金兵南侵，陷建康江北各地，但为虞允文集宋军击败于采石矶江中，金主完颜亮死于瓜步，遂退兵北撤。
- 1162年，正月，赵构进驻建康，欲与金和议，未果；二月，赵构还临安，以张浚留守建康，以军务付杨存中。
- 1164年，七月，江东大水，操舟行市。
- 1165年，开西园河道栅寨门（今铁窗棂），引清溪入江；行厢坊制，划建康城区4厢20坊。
- 1168年，二月，知府史正志建船场于建康古龙湾，增造战船；建贡院。
- 1169年，重建建康府城及镇淮桥和饮虹桥。

### 1180年代
- 1181年，范成大知建康府。
- 1184年，建康大霖雨，始立养济院。